# Марі Алькатірі
Марі Алькатірі (нар. 26 листопада 1949, Ділі) — східнотиморський політичний діяч, прем'єр-міністр Східного Тимору. Заступив на цю посаду у травні 2002 року і був змушений піти у відставку 26 червня 2006 року після кількох тижнів заворушень в країні. Є генеральним секретарем партії Революційний фронт за незалежність Східного Тимору.
15 вересня 2017 — 22 червня 2018 був прем'єром Східного Тимору.
За національністю є хадрамійським арабом, його предки походили з Султанату Касірі, а сам він є родичем колишньої султанської династії Касірі (нині територія султанату є частиною Ємену). Є одним з небагатьох політиків мусульманського віросповідання в Східному Тиморі, де 97 % населення сповідує католицизм.
Юрист за освітою.
Після виборів 22 липня 2017 року його партія отримала 23 місця в парламенті, посівши перше місце з 29,7 % голосів. М. Алькатірі знову очолив уряд.